# Phúc Âm
Trong Kitô giáo, Phúc Âm (tiếng Hy Lạp: εὐαγγέλιον euangélion, nghĩa là "tin tức vui mừng hay tốt lành"), còn gọi là Tin Mừng hay Tin Lành hay trong tiếng Việt cổ gọi là sách E-vang, là thông điệp về Nước Trời (Vương quốc của Thiên Chúa), và về sự chết và sự sống lại của Chúa Giêsu, cũng như về sự hòa giải của loài người với Thiên Chúa. Khái niệm này còn có thể bao gồm sự hiện xuống của Chúa Thánh Linh trên các tín hữu và sự trở lại của Chúa Giêsu.
Thông điệp phúc âm được kể lại thành một câu chuyện trong cả bốn sách Phúc Âm và được diễn giải thần học trong các thư tín Tân Ước. Thông điệp này liên quan tới hành động cứu chuộc của Thiên Chúa qua sự hy sinh trên thập tự giá và sự sống lại từ cõi chết của Chúa Giêsu.
Thần học Kitô giáo trình bày Phúc Âm về sự cứu rỗi trong Chúa Giêsu Kitô không phải là một ý niệm mới, nhưng là điều đã được tiên báo xuyên suốt Cựu Ước và thậm chí đã được báo trước tại thời điểm sự sa ngã của loài người trong vườn địa đàng như được trình thuật tại sách Sáng Thế Ký 3:14-15, và được gọi là Phúc Âm tiên khởi.